# 莉安·伍德
莉安·伍德議員（英語：Members of the National Assembly for Wales，1971年12月3日—），是威爾斯的政治家、前威尔士党黨魁。

## 早年生活
1971年12月3日，本內特在威爾斯朗達立文尼比亞出生，是傑夫和艾薇·伍德（John and Joy Bennett）的女兒。她在潘尼埃成長，至今仍住在附近的村落。她曾就讀於東尼潘迪綜合學校（現東尼潘迪社區學院），並在格拉摩根大學（今南威爾斯大學）完成大學課程。

## 外部連結
- 莉安·伍德議員在威爾斯國民議會的個人資料頁 （页面存档备份，存于）
- 莉安·伍德議員在威爾斯黨的個人資料頁
- 莉安·伍德議員官方網站
- 莉安·伍德議員官方博客 （页面存档备份，存于）

| 威爾斯國民議會          | 威爾斯國民議會                        | 威爾斯國民議會 |
| ----------------------- | ------------------------------------- | -------------- |
| 前任者： 寶蓮·賈曼      | 威爾斯議會南威爾斯中選區議員 2003年－ | 現任           |
| 政党职务                |                                       |                |
| 前任者： 愛恩·維恩·瓊斯 | 威尔士党黨魁 2012年－                 | 現任           |